# Gossypium

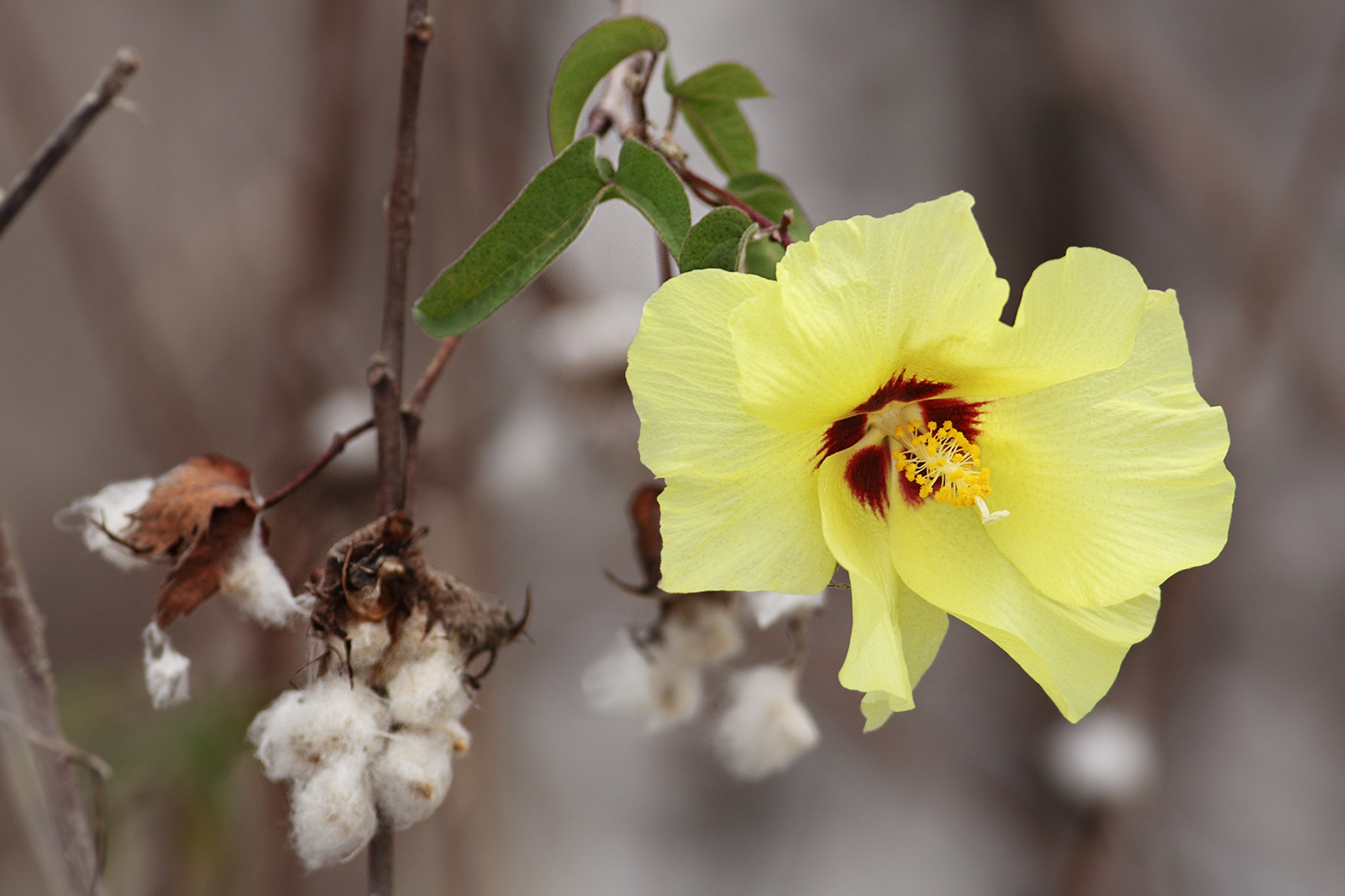
Flor de Gossypium darwinii.

Las especies del género Gossypium, cultivadas para producir algodón o borra, son plantas herbáceas y arbustos de la familia Malvaceae con unos 60 taxones específicos e infraespecíficos aceptados, de los casi 380 descritos, todos oriundos de las regiones tropicales y subtropicales tanto del Viejo Mundo como del Nuevo y unas pocas han sido introducidas en muchos otros sitios.

## Etimología
- Gossýpium: del latín gossypǐŏn, -ǐi, elalgodonero (Gossypium arboreum y Gossypium herbaceum). En Plinio el Viejo, Naturalis Historia, 12, 21 y 19, 14. Al parecer, del árabe quoz, "materia sedosa" derivado de goz, "suave".[4]

## Descripción
Hierbas anuales, subarbustos, arbustos o pequeños árboles -de hasta 3 m de altura en su estado silvestre-, con glándulas oleosas, negras. Tallos ramosos, erectos o decumbentes, pubescentes. Hojas 3-9-palmatilobadas, raramente indivisas, excepcionalmente trifoliadas; estípulas persistentes o caducas. Flores solitarias o en inflorescencias cimosas. Epicáliz glandular de 3-7 piezas libres o soldadas en la base, de filiformes a foliáceas, enteras, dentadas o profundamente laciniadas, que a veces ocultan el cáliz, persistentes, raramente caducas. Cáliz cupuliforme, truncado o 5-dentado, raramente profundamente 5-lobado. Pétalos de ápice redondeado y de longitud mucho mayor que la del cáliz, desde rosados o purpúreos hasta blanquecinos/amarillentos, y con una mancha purpúrea o sin ella en la base. Columna estaminal con numerosas anteras en toda su longitud y de ápice truncado. Ovario desde tri a penta-locular, estilo corto, tubular y claviforme por la coalescencia de los estigmas, que son decurrentes. Fruto en cápsula de dehiscencia loculicida; lóculos desde bi a polispermos. Semillas subglobosas, más o menos angulosas, densamente revestidas de pelos mucho más largos que ellas, y a veces mezclados con pelos cortos, raramente casi glabras.

## Subdivisiones (con los principales taxones aceptados)
- Subgénero:
  - Gossypium
    - Sección:
      - Gossypium
        - Subsección:
          - Anomala:
            - Gossypium anomalum Wawra
              - Gossypium anomalum anomalum
              - Gossypium anomalum senarense (Fenzl ex Wawra & Peyr.) Vollesen

            - Gossypium triphyllum (Harv.) Hochr.

          - Gossypium:
            - Gossypium arboreum L.
              - Gossypium arboreum var. obtusifolium (Roxb.) Roberty

            - Gossypium herbaceum L.
              - Gossypium herbaceum var. acerifolium (Guill. & Perr.) A.Chev.
              - Gossypium herbaceum africanum(G.Watt) Vollesen

          - Longiloba:
            - Gossypium longicalyx J.B.Hutch. & B.J.S.Lee

          - Pseudopambak:
            - Gossypium areysianum Deflers
            - Gossypium benadirense Mattei
            - Gossypium bricchettii (Ulbr.) Vollesen
            - Gossypium incanum (O.Schwartz) Hillc.
            - Gossypium somalense (Gürke) J.B.Hutch.
            - Gossypium stocksii Mast.
            - Gossypium vollesenii Fryxell

    - Sección:
      - Serrata:
        - Gossypium trifurcatum Vollesen
- Subgénero:
  - Houzingenia
    - Sección:
      - Erioxylum
        - Subsección:
          - Austroamericana:
            - Gossypium raimondii Ulbr.

          - Erioxylum:
            - Gossypium aridum (Rose & Standl.) Skovst.
            - Gossypium laxum L.Ll.Phillips
            - Gossypium lobatum Gentry
            - Gossypium schwendimanii Fryxell & S.D.Koch

          - Selera

    - Sección:
      - Houzingenia
        - Subsección:
          - Caducibracteolata:
            - Gossypium harknessii Brandegee
              - Gossypium harknessii armourianum (Kearney) Roberty

            - Gossypium turneri Fryxell

          - Houzingenia:
            - Gossypium trilobum (DC.) Skovst.

          - Integrifolia:
            - Gossypium klotzschianum Andersson
              - Gossypium klotzschianum var. davidsonii (Kellogg) J. B. Hutch.
- Subgénero:
  - Karpas:
    - Gossypium barbadense L.
    - Gossypium darwinii G.Watt
    - Gossypium hirsutum L.
    - Gossypium mustelinum Miers ex G.Watt

  - Sturtia:
    - Sección:
      - Grandicalyx:
        - Gossypium anapoides J.M.Stewart et al., nom. inva
        - Gossypium costulatum Tod.
        - Gossypium cunninghamii Tod.
        - Gossypium enthyle Fryxell et al.
        - Gossypium exiguum Fryxell et al.
        - Gossypium londonderriense Fryxell et al.
        - Gossypium marchantii Fryxellet al.
        - Gossypium nobile Fryxell et al.
        - Gossypium pilosum Fryxell
        - Gossypium populifolium (Benth.) F. Muell. ex Tod.
        - Gossypium pulchellum (C.A.Gardner) Fryxell
        - Gossypium rotundifolium Fryxell et al.

    - Hibiscoidea:
      - Gossypium bickii Prokh.
        - Gossypium nelsonii Fryxell

      - Sturtia:
        - Gossypium nandewarense Derera
        - Gossypium robinsonii F. Muell.
        - Gossypium sturtianumJ.H.Willis[1]

## Especies

### Todas las especies aceptadas
- Gossypium anomalum Wawra & Peyr.
- Gossypium arboreum L.
- Gossypium areysianum Deflers
- Gossypium aridum (Rose & Standl.) Skovst.
- Gossypium australe F.Muell.
- Gossypium barbadense L.
- Gossypium benadirense Mattei
- Gossypium bickii (F.M.Bailey) Prokh.
- Gossypium bricchettii (Ulbr.) Vollesen
- Gossypium californicum Mauer
- Gossypium contextum O.F.Cook & J.W.Hubb.
- Gossypium costulatum Tod.
- Gossypium cunninghamii Tod.
- Gossypium darwinii G.Watt
- Gossypium dicladum O.F.Cook & J.W.Hubb.
- Gossypium ekmanianum Wittm.
- Gossypium enthyle Fryxell, Craven & J.M.Stewart
- Gossypium evertum O.F.Cook & J.W.Hubb.
- Gossypium exiguum Fryxell, Craven & J.M.Stewart
- Gossypium gossypioides (Ulbr.) Standl.
- Gossypium harknessii Brandegee
- Gossypium herbaceum L.
- Gossypium hirsutum L.
- Gossypium tomentosum Nutt ex Seem - Ma'o o algodón hawaiano, es una especie endémica de las islas de Hawái. Las hilachas son cortas y de color marrón rojizo, inapropiadas para hilar.
- Gossypium hypadenum O.F.Cook & J.W.Hubb.
- Gossypium incanum (O.Schwartz) Hillc.
- Gossypium irenaeum Lewton
- Gossypium klotzschianum Andersson
- Gossypium laxum L.Ll.Phillips
- Gossypium lobatum Gentry
- Gossypium londonderriense Fryxell, Craven & J.M.Stewart
- Gossypium longicalyx J.B.Hutch. &B.J.S.Lee
- Gossypium marchantii Fryxell, Craven & J.M.Stewart
- Gossypium morrilli O.F.Cook & J.W.Hubb.
- Gossypium mustelinum Miers ex G.Watt
- Gossypium nelsonii Fryxell
- Gossypium nobile Fryxell, Craven & J.M.Stewart
- Gossypium patens O.F.Cook & J.W.Hubb.
- Gossypium pilosum Fryxell
- Gossypium populifolium (Benth.) F.Muell. ex Tod.
- Gossypium pulchellum (C.A.Gardner) Fryxell
- Gossypium raimondii Ulbr.
- Gossypium robinsonii F.Muell.
- Gossypium rotundifolium Fryxell, Craven & J.M.Stewart
- Gossypium schwendimanii Fryxell & S.D.Koch
- Gossypium somalense (Gürke) J.B.Hutch., Silow & S.G.Stephens
- Gossypium stocksii Mast.
- Gossypium sturtianum J.H.Willis – nativo de Australia
- Gossypium thespesioides (R.Br. ex Benth.) F.Muell.
- Gossypium timorense Prokh.
- Gossypium tridens O.F.Cook & J.W.Hubb.
- Gossypium trifurcatum Vollesen
- Gossypium trilobum (Sessé & Moç. ex DC.) Skovst.
- Gossypium triphyllum (Haw.) Hochr.
- Gossypium turneri Fryxell
- Gossypium vollesenii Fryxell[3]

Lista completa de todos los taxones descritos, aceptados y sinónimos: 

### Especies presentes en la península ibérica
- G. arboreum - Esporádicamente cultivado en Portugal (Alentejo) y España (sur y sureste).
- G. barbadense - Se cultivó esporádicamente en Portugal (Alentejo) y España (Mallorca).
- G. herbaceum - Se cultivó en el sur de Portugal (Alentejo y Beira Baixa) y se cultiva en España (Extremadura, Andalucía occidental, Murcia, Comunidad Valenciana, Aragón, Cataluña y Baleares). Localmente naturalizado.
- G. hirsutum - Cultivado en Portugal (Alentejo) y España (Provincias de Cádiz, Córdoba, Sevilla y Murcia).[4]

### Especies cultivadas
Las fibras comerciales de algodón, utilizadas para confeccionar tejidos, derivan de las siguientes especies y sus innumerables variedades/cultivares:
- G. arboreum L. – Árbol del algodón, nativo de Asia meridional.
- G. herbaceum L. – Algodón de levante, nativo de África del sur.
- G. hirsutum L. – Nativo de América Central, el Caribe y Florida meridional.
- G. barbadense L. – Pertenecen a esta especie los algodones originarios del Perú (Pima y Tangüis y sus respectivos cultivares), así como el algodón criollo, nativo de Sudamérica tropical.

Claves dicotómicas para las especies cultivadas:
- 1: lóbulos del epicáliz soldados en la base, enteros o con 3-7 dientes 1-2 veces más largos que anchos o más anchos que largos; cáliz en forma de copa, entero o casi truncado, raramente lobulado; filamentos de la columna estaminal más o menos iguales en longitud > (2)
- 1: lóbulos del epicáliz libres en la base, con dientes 3-4 veces más largos que anchos; cáliz con 5 dientes, a veces lobulados o truncado; filamentos de la columna estaminal desiguales en longitud, los superiores más largos > (3)

- (2): 1- limbos de las hojas palmeados con 3-5 lóbulos; lóbulos del epicáliz más largos que anchos, enteros o con 3-4 dientes cercanos al ápice; cápsulas cónicas de ápice cónico > G. arboreum
- (2): 2- limbos de las hojas palmeados con 3-5 (o 7) lóbulos; lóbulos del epicáliz más anchos que largos, con 6-8 dientes cercanos al ápice; cápsulas ovoides de ápice picudo > G. herbaceum

- (3): 1- lóbulos de las hojas ampliamente triangulares a ovado-orbiculares; epicáliz de 3 piezas con 7-9 dientes cercanos al ápice; columna estaminal corta (1–2 cm) con filamentos extendidos; cápsula ovoide; semillas con lana larga y lana corta persistentes > G. hirsutum
- (3): 2- lóbulos del limbo de las hojas ovados a oblongos; epicáliz de 5 piezas o más, con 10 -15 dientes; columna estaminal larga (3,5–4 cm) con filamentos erectos; cápsula oblongo-ovoide; semillas con lana larga y lana corta fácilmente cáducas > G. barbadense

## Productos que se obtienen de la planta del algodón

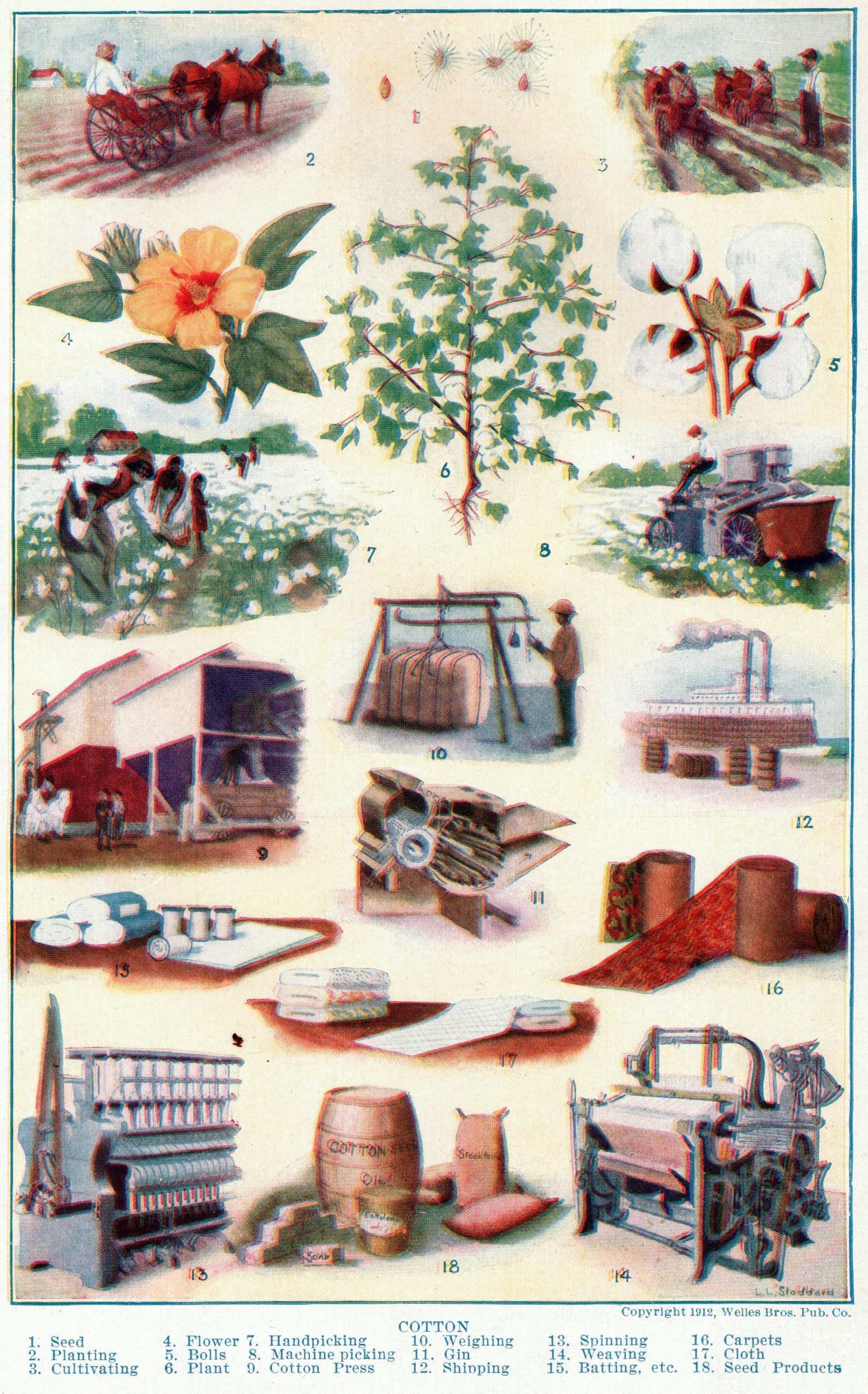
"El algodón de principio a fin", en "The Home and School Reference Work, Volume II", 1917.

El algodón es un cultivo muy valorado porque solamente el 10 % de su peso se pierde en su procesamiento. Cuando la cápsula de algodón (cápsula de las semillas) se abre, las fibras se secan enredándose unas con otras, lo cual es ideal para hacer hilo. Cada fibra está compuesta por 20 o 30 capas de celulosa, enrolladas en una serie de resortes naturales. Esta celulosa es ordenada de cierta manera que le da al algodón propiedades únicas de durabilidad, resistencia y absorción.
La fibra se utiliza para hacer hilados e hilaturas, que se tejen y tiñen para formar telas, que a su vez son cortadas y cosidas formando confecciones.

### Fibra de la semilla
La composición de la fibra de las semillas del algodón es celulosa casi pura. Su color es blanco, amarillo pálido o ligeramente rojizo. Es más o menos sedosa, fuerte en mayor o menor grado y de longitud. En cuanto al grueso, varía de 6 a 29 centésimas de milímetro por fibra. El algodón de fibra larga sirve para la fabricación de tastos, indianas, etc. La homogeneidad de éstas, su elasticidad, resistencia y color son las cualidades que más directamente influyen en la mayor o menor estimación del algodón.

### Otra fibras
El papel moneda, como por ejemplo los billetes del Euro, o el dólar estadounidense, suele estar confeccionado íntegramente con celulosa(hidrato de carbono)  de fibras sacadas de la parte unida a la semilla de algodón que no puede ser empleada para uso textil y que se obtiene a partir de la limpieza de la semilla previa al eventual proceso de extracción de aceite.

## Historia de la producción de algodón

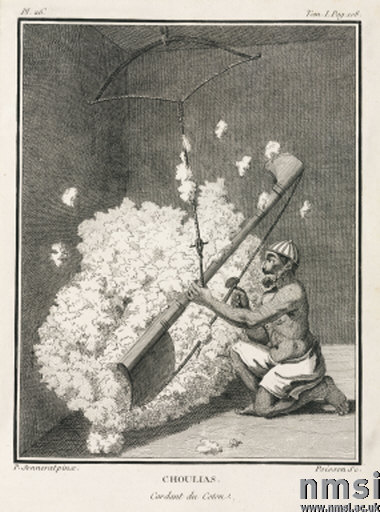
Cardador de algodón en India, 1774-1781.

La fabricación de tejidos de algodón empezó en la zona del Indostán desde la Antigüedad más remota. En tiempo de Heródoto, que escribía en el año 443 a. C.: 
«Ellos poseen una especie de planta que, en vez de fruto, produce lana de una calidad más hermosa y mejor que la de los carneros: de ella los Indios hacen sus vestidos.» (Heródoto, lilb. III, cap. 106).
Y si en esta época, la gente llevaba ya vestidos de algodón, es probable que esta costumbre contase muchos siglos. Se debe notar también que el mismo historiador menciona a esta planta como particular en la India y por otra parte, no habla de lana vegetal empleada para hacer vestidos. En términos precisos, dice que los vestidos de los Babilonios eran de lino y lana y que los de los Egipcios eran solo de lino, a excepción del pañuelo o chal de lana blanca que los sacerdotes se ponían en sus espaldas fuera de las funciones de su ministerio. Así, puede concluirse con certitud que en esta época la fabricación de los tejidos de algodón estaba generalmente extendida en la India pero que no existía en ninguna comarca en el oeste del Indo.
Arrieno también, en su Historia de Alejandro, corrobora con su testimonio la cita de Heródoto. Estrabón, hablando de los Indios, menciona, según la autoridad de Nearco, sus telas de algodón de colores o indianas y añade que en su tiempo (murió en el año 35 de nuestra era) el algodón se criaba y que con él se hacían vestidos en la provincia situada en la entrada del golfo Pérsico (Estrab., lib. xv.). En tiempo de Plinio el Viejo, cincuenta años después de Estrabón, el algodonero era conocido en el Alto Egipto, igualmente que en la isla de Tilos, en el golfo Pérsico: 
«En el Alto-Egipto, hacia Arabia, crece un arbusto que los unos llaman Gossypion y los otros Xylon. Es pequeño y lleva un fruto semejante a una avellana en la cual hay un vello sedoso que se hila. Con él se hacen magníficas vestiduras para los sacerdotes de Egipto y nada es comparable a estas bellas estofas por su blancura y suavidad.»
En la descripción de la isla de Tilos, el mismo escritor cita, según el naturalista griego Teofrasto, entre las producciones notables de esta isla: Árboles que llevan lana con hojas perfectamente semejantes a las de la vid pero más pequeñas. 
«Estos árboles llevan un fruto como un calabacino y del grueso de un membrillo llegado a su grado de madurez, se abre con estallido y deja ver un vello lanoso del que se hacen vestidos como de una preciosa estofa de lino.»

### Historia comercial del algodón
Asia

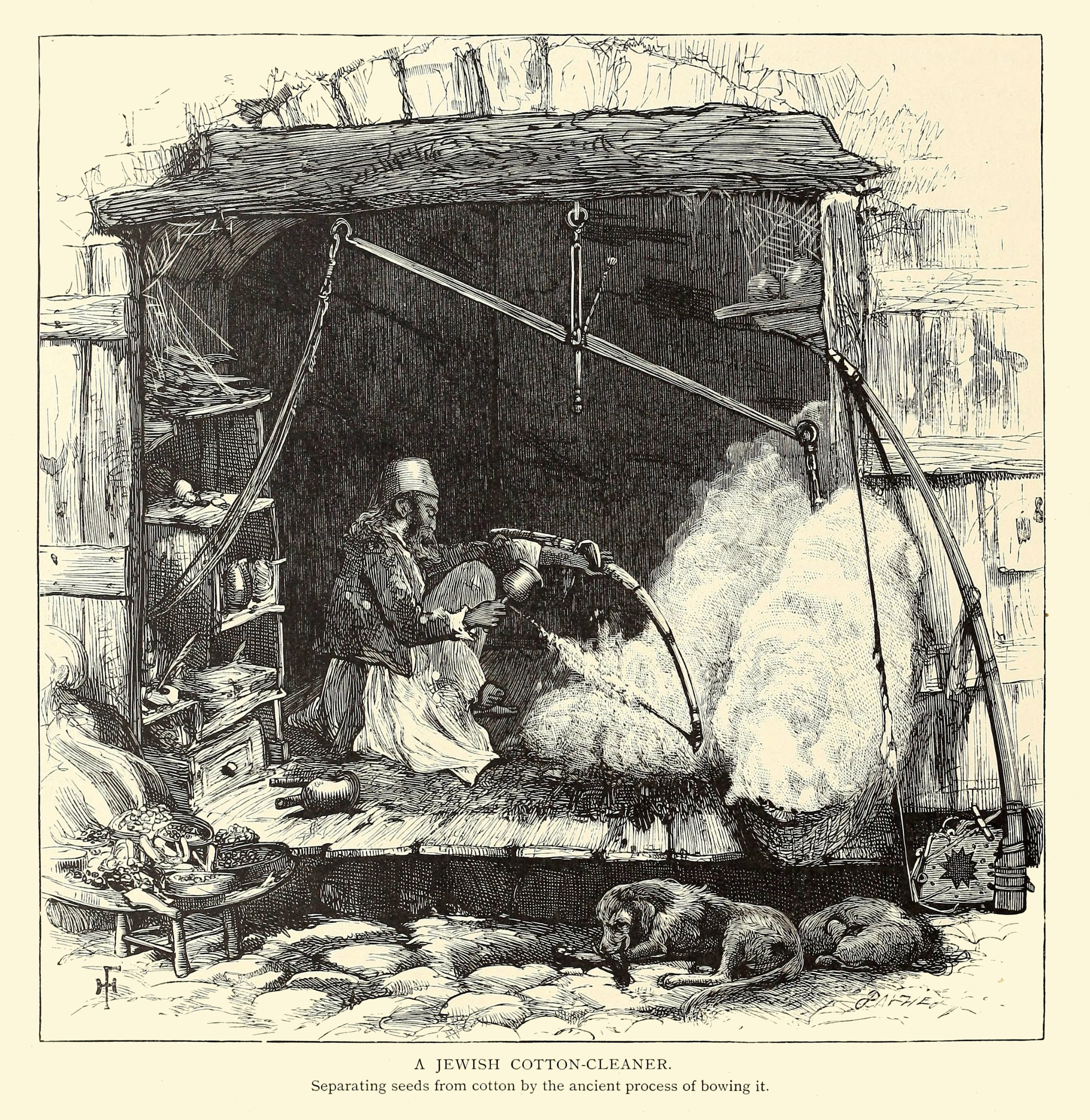
Fabricación de algodón en Jerusalén, 1880.

La primera mención del algodón como objeto comercial se encuentra en el precioso documento sobre el comercio de la Antigüedad conocido bajo el nombre de Periplo del mar Eritreo (Periplus maris Erythrae), por Amano, que más arriba hemos citado y que vivía hacia los últimos años del primer siglo de la era cristiana. Este escritor, que también era comerciante y navegante, navegó por esta parte del Océano, que se extiende desde el mar Rojo hasta los confines más remotos de la India y describió particularmente los objetos de importación y de exportación de muchas ciudades de este país, objetos de que se componía su comercio con los árabes y los Griegos. Según esta obra, parece que los árabes traían algodones de la India a Aduli, puerto del mar Rojo; que los puertos de la otra parte de este mar tenían un comercio establecido con Patata (en el Indo), Ariake y Barygaza (la moderna Barocha) y de ellos recibían mercaderías de algodón de diferentes especies. Que Barygaza exportaba una gran cantidad de indianas, muselinas y otros tejidos de algodón, lisos o con flores, fabricados en las provincias a las cuales se comunicaba por el puerto de esta ciudad así como en el interior de las comarcas más remotas de la India. Que Masaba (hoy día Masulipatam) era entonces, como ella ha sido siempre después, famosa por sus fábricas de excelentes estofas de algodón y que las muselinas de Bengala eran en esta época superiores a todas las demás y llamadas por los Griegos Gangitiki, nombre que indicaba que estaban fabricadas en las riberas del Ganges.
Se ha visto, según Estrabón, Plinio y el Periplo, que la fabricación de las estofas de algodón en la época de la era cristiana se había extendido hasta Egipto y Persia y que los productos primorosos de las fábricas de la India, tales como muselinas e indianas lisas o con dibujos, eran comprados por los navegantes griegos en los puertos del Egipto y de Arabia de donde penetraron luego, como puede presumirse, en la capital del imperio romano así como en algunas ciudades opulentas de Grecia. Sin embargo, las mercaderías de algodón no debían ser el objeto de una importancia considerable, ni aun regular, para Roma y Grecia puesto que de ellas no se hace ninguna mención directa por sus escritores, quienes no se desdeñaban de ocuparse de otros productos importados de Oriente, tales como oro, especias, piedras preciosas y aún seda.
A quien ha observado los rápidos progresos de la industria algodonera debe parecerle extraordinario que este ramo de comercio haya quedado mil trescientos años en las costas del Mediterráneo, antes de atravesar este mar para penetrar en Grecia y en Italia y que los productos tan perfectos de las fábricas de la India no hayan sido buscados con conato ni tampoco importados en gran cantidad en el imperio romano.
Esto fue lo que tuvo lugar con la seda; aunque de un precio elevado y procedente de una comarca tan lejana como China, la seda fue buscada con anhelo por las señoras de Roma y en particular por las de la capital del Bajo Imperio. Los gusanos de seda, así como el arte de fabricar sus productos, fueron importados de la China en Constantinopla por dos monjes persas, bajo el reinado de Justiniano, el año 552 y todo induce a creer que las mercancías de algodón de la India fueron también importadas allí en la misma época, porque van comprendidas en la lista de las mercaderías que pagaban derechos en el Digesto de las leyes de Justiniano. Pero como los escritores raras veces hablan de ellas, mientras que con frecuencia se hace mención de las estofas de seda, es probable que no fuesen muy estimadas y que el comercio a que daban lugar no fuese muy considerable.
En 1251, las estofas de algodón eran ya un artículo importante de comercio para vestidos en Crimea y Rusia del norte a donde se traían del Turquestán. Armenia tenía también en esta época una fábrica de muy hermosos tejidos de algodón y esta lana vegetal crecía abundantemente en Persia y en este país era fabricada en todas las provincias que circundan el Indo.
Pero, un hecho curioso, confirmado además por los anales chinos, es que el pueblo chino haya permanecido sin fábricas de algodón hasta la mitad del siglo XIII, cuando en particular esta industria florecía desde tres mil años en la India, país vecino de China. Sin embargo, desde mucho tiempo antes de esta época, se conocía el algodonero en la China pero no se cultivaba sino en los jardines y si con su producto se fabricaba alguna estofa, era tan solo como objeto de curiosidad, mientras que en el siglo IX, los vestidos de seda eran llevados allí por todos los habitantes, desde el lugareño hasta el príncipe. El cultivo del algodonero, considerado como objeto de utilidad, no fue introducido en China hasta después de la conquista de este imperio por los Tártaros, oponiéndose una formidable resistencia a esta nueva industria por los obreros empleados en la fabricación de estofas de lana y de seda. Pero sus numerosas ventajas la hicieron muy pronto en China como en todas partes, triunfar de sus adversarios, y hacia el año 1368 prevaleció en todo el imperio.

### África

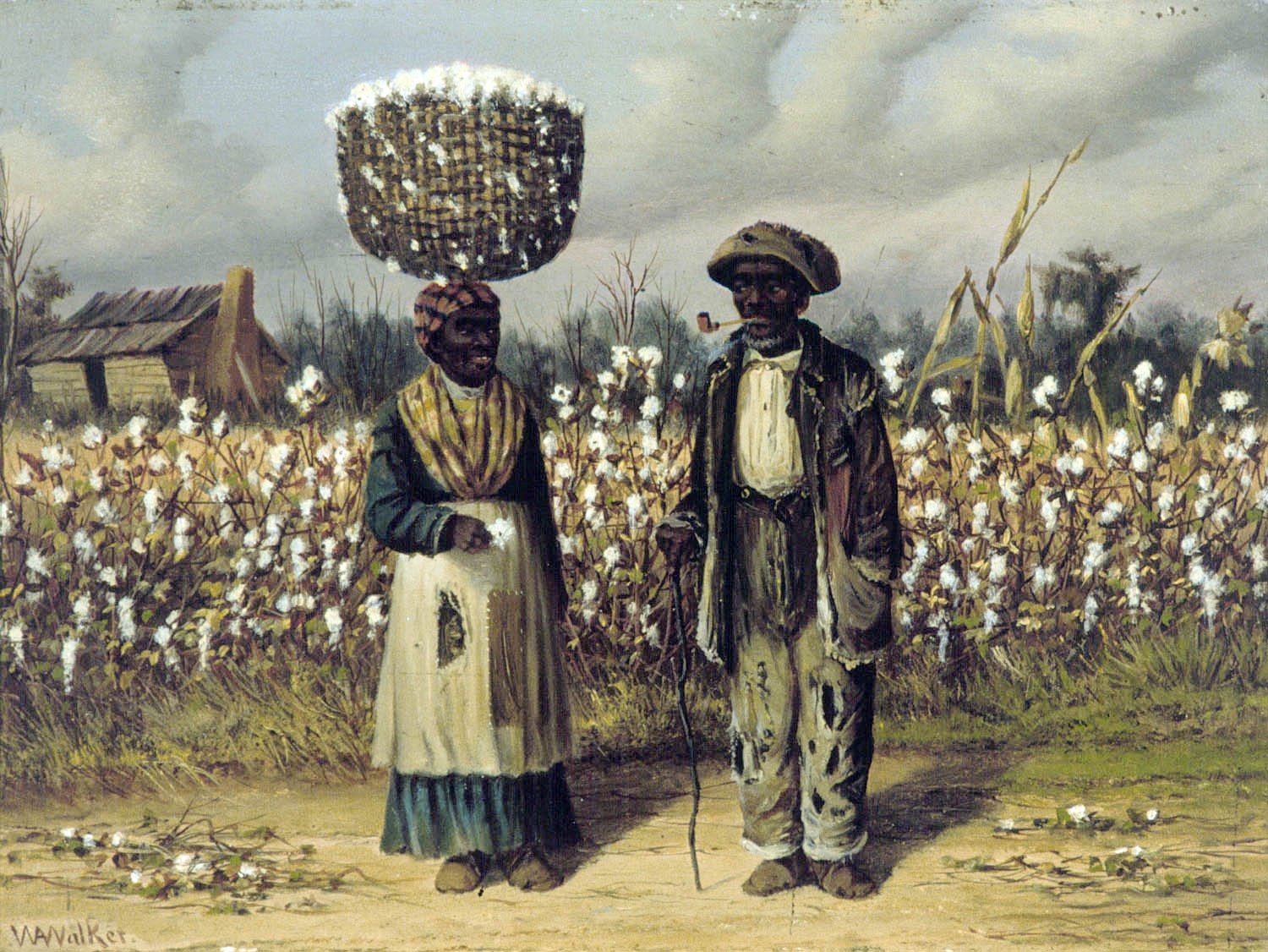
Recolectores de algodón.

El cultivo del algodonero y la fabricación de las estofas de algodón fueron establecidos, en una época antigua y probablemente por los Musulmanes, en todas las partes de África, situadas en el norte del ecuador. En el año 1590, fue llevada a Londres tela de algodón de fábrica indígena de Benín, en el Golfo de Guinea y algunos siglos antes esta industria había florecido en Marruecos y en Fez. Por otra parte, es cierto que las diversas especies de algodonero crecen en abundancia en las riberas del Senegal, de Gambia, Níger, en Tombuctú, Sierra Leona, en las islas del Cabo Verde, en las costas de Guinea, en Abisinia y en todo el interior y que los naturales, en todas partes llevan vestidos de tejidos de algodón fabricados por ellos, tejidos con frecuencia teñidos, adornados de dibujos, a veces mezclados con seda y de un trabajo admirable. El algodón también es, de todas las estofas de que uno puede vestirse, la más conveniente bajo la zona tórrida y los climas calientes son tan favorables al algodonero, como sus productos abundantes son la materia menos costosa para la fabricación de las estofas.

### América

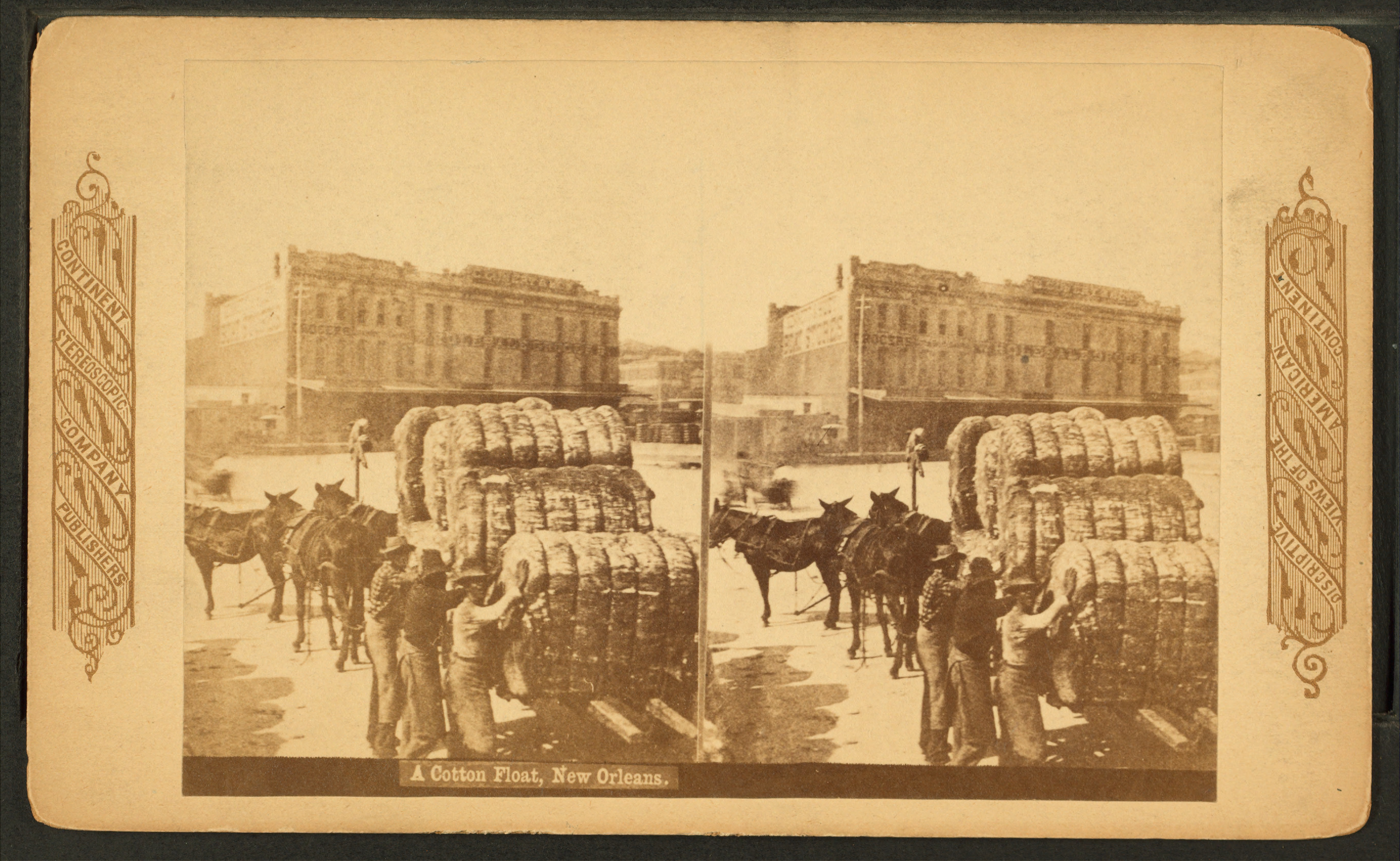
Carga de algodón en Nueva Orleans, finales

Cuando el descubrimiento del Nuevo Mundo, la fabricación de los tejidos de algodón había llegado ya en este continente a un alto grado de perfección y los mexicanos tejían con esta materia sus principales vestidos puesto que carecían de lana, de cáñamo, de seda y no se servían del lino, que sin embargo crecía en aquel país. Dice el abad Clavijero:
«Los Mexicanos hacían sus anchas telas de algodón tan finas y tan bellas como las telas de Holanda y eran muy estimadas en Europa. Entre los presentes enviados a Carlos V, por Cortés, el conquistador de México, se observaban capas, chupas, pañuelos, banovas y tapices de algodón. Ellos fabricaban también papel de algodón; una de sus monedas consistía en pequeñas piezas de algodón, etc.»
En las civilizaciones azteca y maya, sólo la nobleza portaba atuendos de algodón; el algodón crudo, la tela de algodón y las prendas de algodón se daban como tributo a los gobernantes.
El algodón ha sido cultivado desde hace unos cinco mil años en el Perú. La gran área de domesticación de esta fibra en colores naturales, está en la costa norte (Lambayeque, Piura, Tumbes), de allí se proyectó a amplias zonas de la región amazónica peruana y brasileña. Las semilla del algodón domesticado por las culturas de la costa norte peruana, ha dado origen a biotipos mejorados de algodón en Egipto (algodón giza, considerado el mejor del mundo) y Estados Unidos (algodón pima americano). Algunas semillas del pima americano fueron reintroducidas a su centro de origen, produciendo nuevamente un algodón pima peruano de mejor calidad. En Perú, tras una ley que prohibía, durante el siglo XX, el cultivo de algodones de colores para beneficiar la producción y exportación de algodón blanco, en mayo de 2008 (cuatro años después de su declaración como patrimonio nacional) se anuló dicha ley para pasar a un programa de rescate y desarrollo de los biotipos nativos. Algunos colores naturales como el algodón negro, rojo y azul están aún perdidos, pero hay evidencias de su existencia en los restos arqueológicos de la zona; ahora se están recuperando algodones orgánicos nativos de colores como: bronceado, coloreado (pardo), vicuña, naranja, marrón rojizo, rosado, lila y verde. La COPROBA, organismo del gobierno del Perú, declaró el algodón peruano como "Producto Bandera del Perú" el 28 de julio de 2004. Del legado pre-incaico destaca el uso del algodón en el arte textil, principalmente de las culturas Paracas, Chimú y Chancay.
El mismo Colón reconoció que el algodonero crecía en estado silvestre y en gran abundancia en la Española, en las islas de la India Occidental y en el continente de la América del Sur, en donde los habitantes llevaban vestidos de algodón y de él hacían las redes de pescar. Y los Brasileños, en la época del viaje de Magallanes alrededor del mundo, tenían la costumbre de hacer sus camas con algodón.

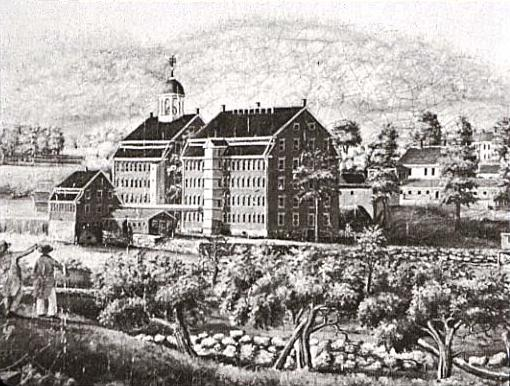
Fábrica de algodón en Boston, 1813-1816.

No puede dudarse que el algodonero sea indígena de América igualmente que de la India y el arte de convertir sus productos en hilos y en tejidos probablemente remonta a la época del primer establecimiento, cualquiera que sea, formado en este continente pero los sabios están muy divididos sobre la fecha. Lo que puede decirse es que la industria algodonera en América se remonta a una alta antigüedad.

### Europa
Europa es la parte del mundo en donde el arte de fabricar algodón ha penetrado más tarde, es en desquite aquella en donde el ingenio le hizo hacer rápidos progresos.
El algodonero fue naturalizado en España, en las fértiles llanuras de Valencia y su producto empleado en la fabricación de hermosas estofas, desde el siglo X como muy tarde, en que se establecieron fábricas en Córdoba, Granada y Sevilla. Los tejidos de algodón fabricados en el reino de Granada eran considerados en el siglo XIV como superiores a los de Asiria en suavidad, finura y hermosura.
Las estofas de algodón llegaron a ser muy pronto uno de los ramos más florecientes de la industria de Barcelona. Capmany, el historiador del comercio de esta ciudad, dice que
«Entre los diversos tejidos que distinguían antiguamente a Barcelona, los más importantes eran los tejidos de algodón. Los fabricantes de este género de estofa, que formaban corporación desde el siglo XIII, preparaban e hilaban el algodón para la tejeduría de diferentes estofas que se fabricaban, principalmente para hacer de él teclas de velas. Este ramo de industria daba lugar a transacciones comerciales muy extendidas en esta ciudad que fue durante más de cinco siglos el apostadero de las escuadras españolas.»

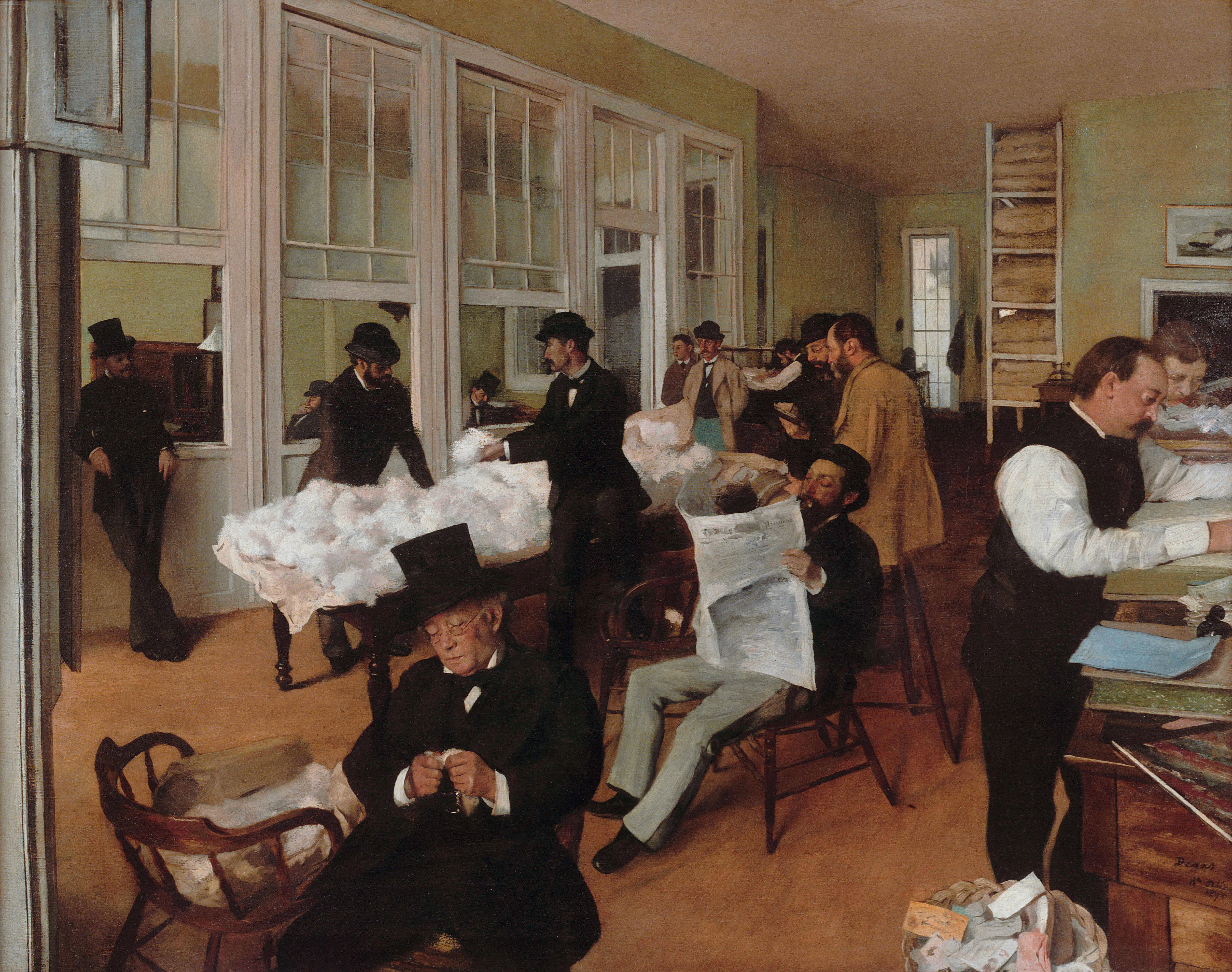
"La Oficina del algodón en la Nueva Orleans", Edgar Degas, 1873.

Se fabrican también muchos fustanes. Los árabes de España hicieron también papel de algodón y es probable que este arte fuese introducido en el país por los Sarracenos, quienes lo habían aprendido cuando se apoderaron de Samarcanda, en el siglo VII y se estableció una fábrica de este producto en Salibah después de la conquista. La introducción de esta útil industria en el resto de Europa encontró grandes obstáculos y el principal fue quizás el desprecio que los cristianos profesaban a los musulmanes y a cuanto de ellos venía.
Hasta principios del siglo XIV no se hallan señales de la fabricación de los tejidos de algodón en Italia. Merrino, el historiador del comercio de Venecia, dice que en esta época se introdujo la industria algodonera en Venecia y en Milán, en donde se fabricaron estofas de algodón fuertes y gruesas como fustanes y bombasíes. Todo induce a creer que eran hechas con algodones hilados de Siria y Asia Menor de donde los italianos y los franceses en los últimos tiempos importaban regularmente este artículo.
Francesco Guicciardini  en su descripción de los Países Bajos, en 1560, dice:
«Amberes importaba de Venecia y de Milán, estofas de algodón, fustanes y bombasíes de diferentes y hermosas calidades.»
También habla de tejidos de algodón fabricados en gran cantidad en Brujas y en Gante. Es difícil de precisar la época en la cual Turquía ha recibido el arte de fabricar los algodones pero se cree con razón, que fue en el siglo XIV, en el tiempo de la conquista de los Turcos en Rumanía; porque los vencedores debieron traer sus artes con ellos y el uso de los vestidos de algodón está generalizado en Asia Menor. Desde este siglo, el algodonero se halla en un terreno y en un clima favorables en Rumanía y en Macedonia en donde es cultivado.

## El cultivo del algodón

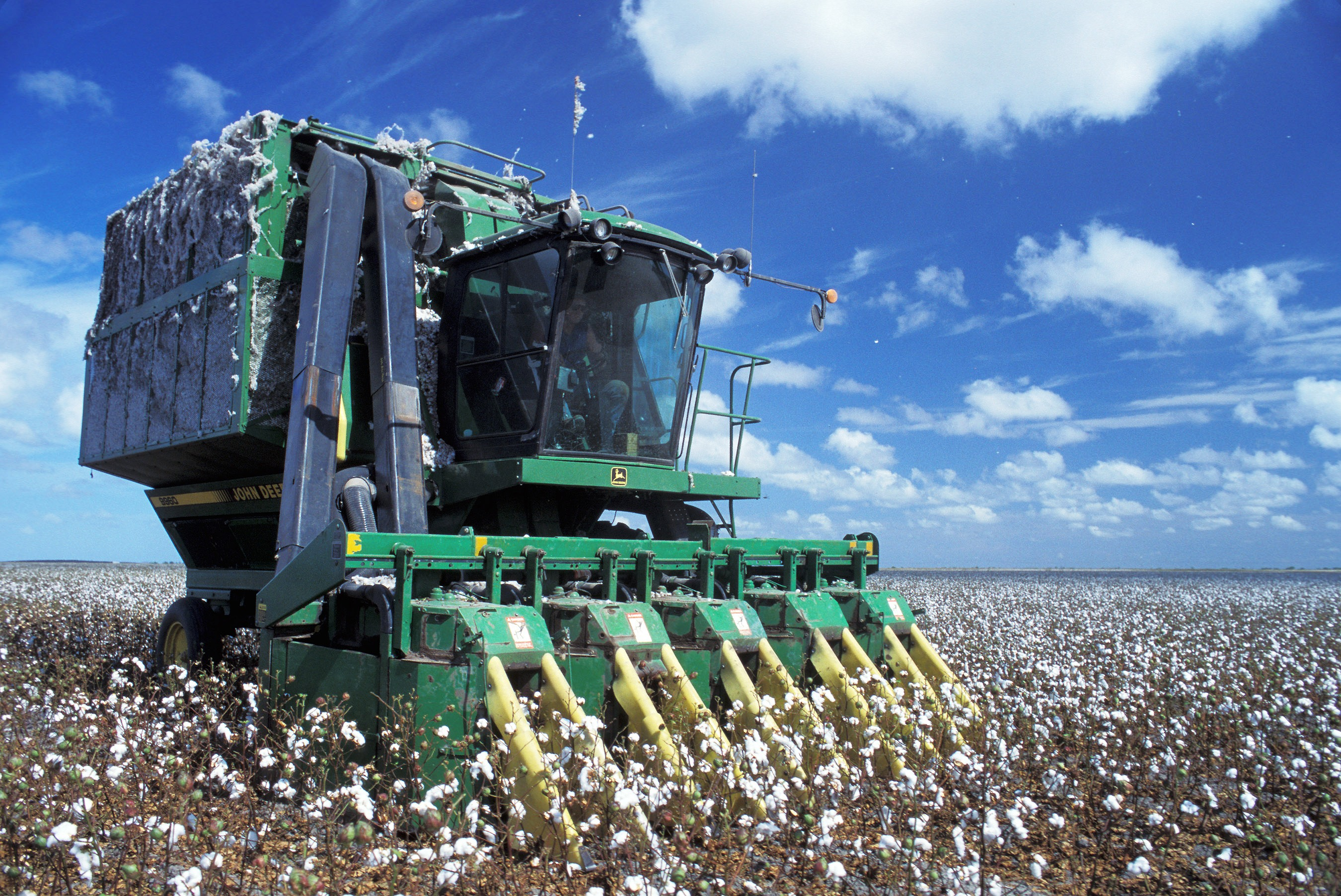
Cosechadora de algodón.

El algodón ha sido plantado en la India durante más de tres mil años, y se lo menciona en el "Rigveda", compuesto hacia el 1500 a. C. Mil años después el gran historiador griego Heródoto escribió sobre el algodón indio: "Allá hay árboles que crecen silvestres, de los cuales el fruto es una lana mejor y más bella que el de una oveja. Los indios hacen su ropa de la lana de este árbol." La industria algodonera india fue eclipsada durante la revolución industrial Inglesa, cuando la invención del "Spinning Jenny" en 1764 y el marco giratorio en 1769 permitieron la producción masiva en el Reino Unido. La capacidad de producción fue mejorada por la invención del "cotton gin" por Eli Whitney en 1793.
Hoy en día el algodón se produce en muchas partes del mundo, incluyendo Europa, Asia, África, América y Australia utilizando plantas de algodón que han sido genéticamente modificadas para obtener más fibra. El algodón genéticamente modificado fue un desastre comercial en Australia. Los dividendos fueron mucho menores de lo esperado y las plantas de algodón convencional se polinizaron con variedades transgénicas causando problemas legales para los cultivadores.[cita requerida]
La industria algodonera utiliza una gran cantidad de químicos (fertilizantes, insecticidas, etc.), contaminando el medio ambiente. Debido a esto algunos agricultores están optando por el modelo de producción orgánico.[cita requerida]
El 50 % del algodón proviene de los cuatro países con mayor producción: China, India, Estados Unidos y Pakistán.

### Desmote del algodón
El desmote moderno del algodón es un proceso continuo realizado en una desmotadora, que comienza con la recepción del algodón crudo (llamado también algodón en rama o algodón-semilla), y termina con el embalaje de las fibras del algodón procesado. El desmote del algodón produce grandes cantidades de subproductos sólidos en forma de semillas (que pueden servir como alimento para animales) y los desperdicios del desmotador, emite contaminantes como polvo de algodón y pelusa. Con el fin de reducir la incidencia del gusano rosado (Pectinophora gossypiella) en los desperdicios, en ciertos países, se regula estrictamente el movimiento y eliminación del cuerpo de la semilla de algodón y los desperdicios del desmote. Donde lo permitan las reglamentaciones, se envía la semilla a los molinos que extraen el aceite. Se puede eliminar los desperdicios producidos por el desmotador, convirtiéndoles en abono, o sometiendolos a fumigación, esterilización o incineración. En algunos países se queman al aire libre, causando molestias, contaminación atmosférica y problemas de olor.
El problema principal para la salud que surge del desmote se relaciona con el polvo. La exposición a niveles excesivos de polvo de algodón causa bisinosis, una enfermedad respiratoria grave. Además, el excesivo ruido puede ser un problema en esta industria.

## Producción mundial de fibra de algodón
| | País           | Producción mundial de fibra (2011) |
| --- | -------------- | ---------------------------------- |
| 1 | China          | 10.835.000                         |
| 2 | India          | 5.984.000                          |
| 3 | Estados Unidos | 3.412.550                          |
| 4 | Pakistán       | 2.312.000                          |
| 5 | Brasil         | 1.673.340                          |
| 6 | Uzbekistán     | 983.400                            |
| 7 | Turquía        | 954.600                            |
| 8 | Australia      | 843.572                            |
| 9 | Turkmenistán   | 330.000                            |
| 10 | Argentina      | 295.000                            |
| 11 | Grecia         | 280.000                            |
| 12 | México         | 274.000                            |
| 13 | Nigeria        | 177.020                            |
| 14 | Burkina Faso   | 175.000                            |
| 15 | Siria          | 151.320                            |
| 16 | Egipto         | 137.000                            |
| 17 | Birmania       | 135.000                            |
| 18 | Kazajistán     | 118.000                            |
| 19 | Tayikistán     | 103.400                            |
| 20 | Tanzania       | 102.000                            |
| Fuentes: ORGANIZACIÓN DE LAS NACIONES UNIDAS PARA LA AGRICULTURA Y LA ALIMENTACIÓN (FAO) (Datos de 2011) |                |                                    |

## Algodón transgénico

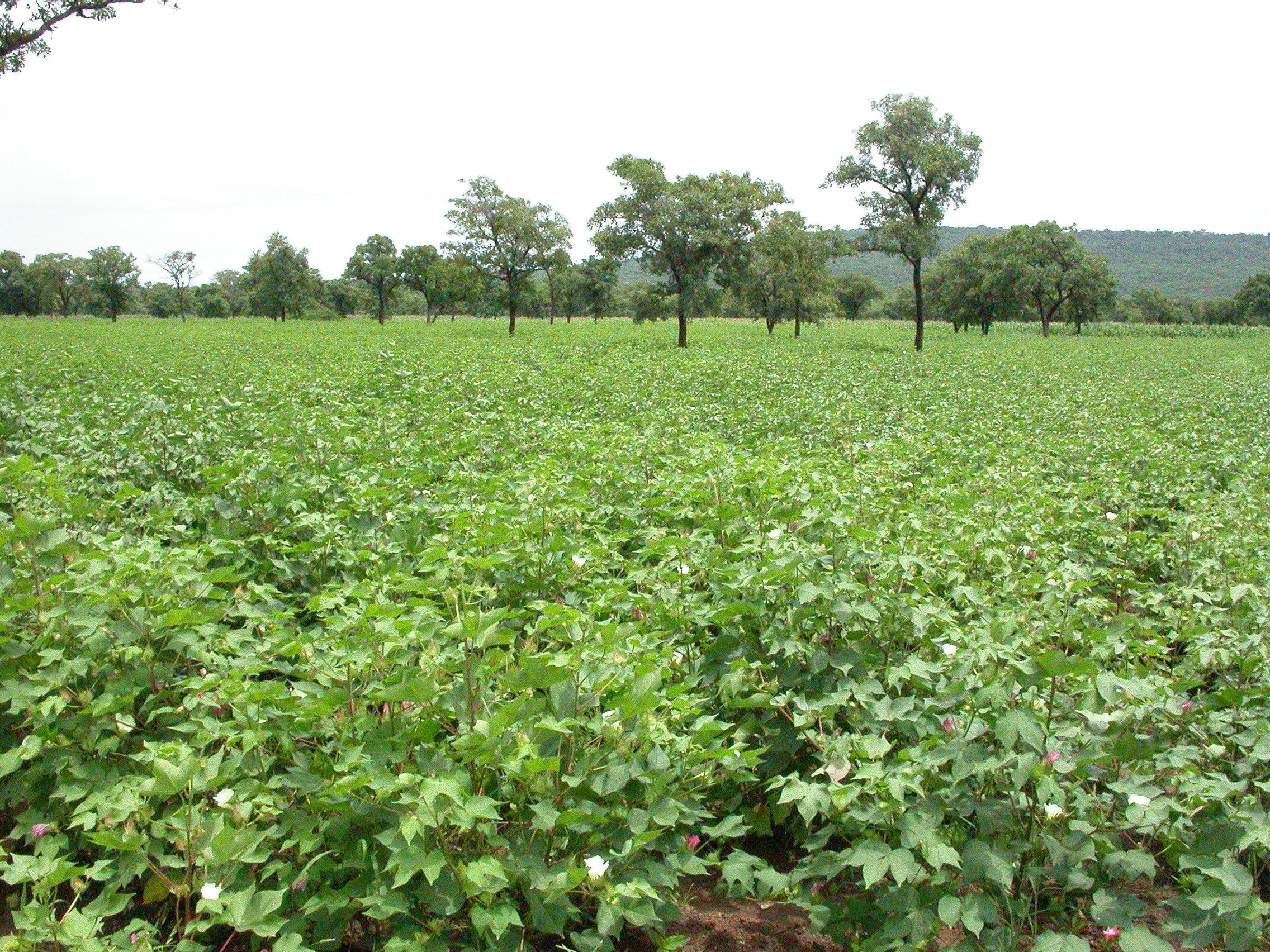
Campo de algodón en el norte de Benín.

Algunas compañías usan la ingeniería genética para alterar la naturaleza del algodón y que resulte, por ejemplo, de distintos colores. Empresas multinacionales como Monsanto han producido semillas de las que se obtienen distintos colores, especialmente el azul índigo que se utiliza en la confección de los "vaqueros".

En la Región Autónoma de Xinjiang (China) se han desarrollado plantas que entregan fibras de colores rojo, verde, azul o negro.
Otras, en cambio, utilizan la biotecnología para generar fibras mucho más largas y resistentes pero no gruesas. La empresa Natural Cotton Colors patentó, en 1990, dos variedades de algodón de colores naturales: marrón (Coyote) y verde.
Pero no todas la variaciones genéticas de este cultivo apuntan a su coloración. Muchas de las modificaciones buscan hacer que la planta sea más resistente a algunos tipos de plagas, como la variedad Bt Cotton; o resistentes a herbicidas concretos como la variedad Roundup Ready, de Monsanto, resistente al glifosato (Roundup).
A pesar de la resistencia al uso de transgénicos, ya en 1997 el 25 % de las áreas sembradas con este cultivo en los Estados Unidos correspondían a variedades genéticamente modificadas. Otro de los grandes productores, la India, dio vía libre al cultivo transgénico en 2001, en su variedad Bt.
En la sociedad prehispánica mexicana de los Toltecas, se sabía cómo obtener algodón de diversos colores (azul, turquesa, verde, naranja, rojo). No se sabe a ciencia cierta cómo lo obtenían, pero se puede deber al uso de colorantes minerales con los que se regaban las plantas.